# Betriebsausgabe

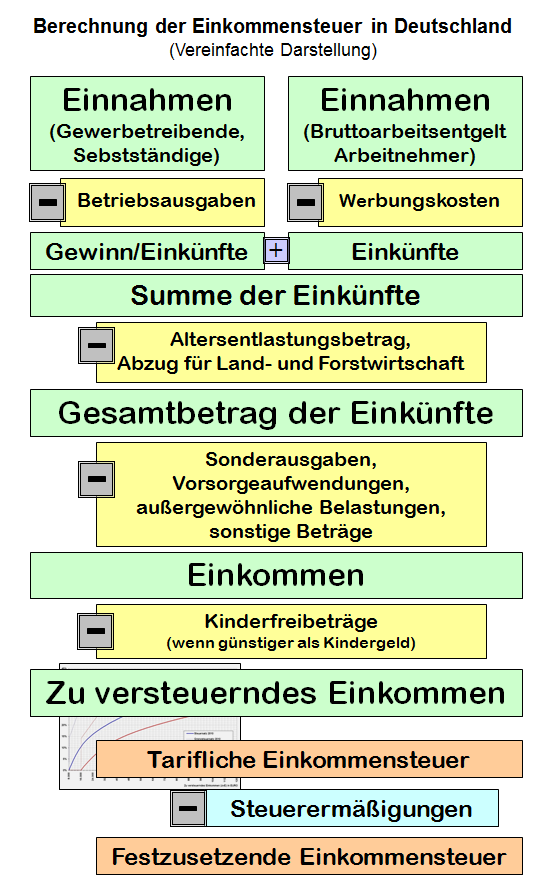

Betriebsausgaben sind – steuerrechtlich betrachtet – Aufwendungen, die durch den Betrieb veranlasst sind (§ 4 Abs. 4 EStG).
Die Aufwendungen sind einem Betrieb zuzuordnen und können somit nur im Zusammenhang mit Einkünften aus Land- und Forstwirtschaft, aus Gewerbebetrieb und aus selbständiger Arbeit anfallen. Im Rahmen dieser Gewinneinkunftsarten mindern die Betriebsausgaben den Gewinn.

## Betriebliche Veranlassung
Eine Ausgabe ist betrieblich veranlasst, wenn sie objektiv mit dem Betrieb zusammenhängt und subjektiv dem Betrieb zu dienen bestimmt ist. Art und Höhe der Betriebsausgaben bestimmt der Steuerpflichtige grundsätzlich selbst; die betriebliche Veranlassung hängt nicht davon ab, ob die Aufwendungen notwendig, üblich und zweckmäßig sind. Beispielsweise ist auch Sponsoring trotz unklaren Erfolgs als Betriebsausgabe abzugsfähig. Allerdings kann Fehlen von Üblichkeit, Erforderlichkeit und Zweckmäßigkeit Anlass zur Prüfung sein, ob die private Veranlassung der Aufwendungen nicht doch so sehr überwiegt, dass sie nicht abgesetzt werden können. Eine Grenze setzt § 4 Abs. 5 Satz 1 Nr. 7 EStG bei einem zu großen Missverhältnis zwischen Aufwand und Erfolg, soweit Aufwendungen nach allgemeiner Verkehrsauffassung als unangemessen anzusehen sind.

### Gegensatz „private Lebensführung“
Aufwendungen für die private Lebensführung (z. B. für Ernährung, Kleidung, Hobby und Wohnung) sind grundsätzlich nicht betrieblich veranlasst und daher nicht abziehbar – § 12 Nr. 1 EStG.
Ebenso sind beispielsweise Umsatzsteuern auf Umsätze, die Entnahmen sind (§ 12 Nr. 3 EStG) oder Geldstrafen, selbst wenn sie in einem Strafverfahren in einem betrieblichen Zusammenhang festgesetzt werden (§ 12 Nr. 4 EStG), keine Betriebsausgaben.

### „Gemischt“ veranlasste Kosten
Eine Sonderstellung nehmen Kosten ein, die sowohl den privaten als auch den einkommensrelevanten Bereich des Steuerpflichtigen berühren. Diese Kosten werden als gemischte Aufwendungen bezeichnet. § 12 Nr. 1 Satz 2 EStG normiert hierzu ein allgemeines Aufteilungs- und Abzugsverbot, selbst wenn Aufwendungen für die private Lebensführung zur Förderung des Berufs oder der Tätigkeit des Steuerpflichtigen erfolgten. Eine Ausnahme hiervon ließ die Rechtsprechung dann zu, wenn die private Mitveranlassung nicht mehr als 10 % betrug.
Mit Beschluss des Großen Senats des Bundesfinanzhofs vom 21. September 2009 sah das Gericht in diesem pauschalen Verbot einen Verstoß gegen das Nettoprinzip und änderte seine Rechtsprechung dahingehend, dass gemischt veranlasste Aufwendungen in einen als Werbungskosten oder Betriebsausgabe abziehbaren und einen nach § 12 Nr. 1 EStG nicht abziehbaren Teil aufgeteilt werden können. Zwar erging der Beschluss zur Aufteilung einer Dienstreise, allerdings sei der Beschluss als Grundsatzentscheidung mit Auswirkungen auch auf die Beurteilung anderer gemischt veranlasster Aufwendungen zu verstehen. Mit Schreiben vom 6. Juli 2010 schloss sich die Finanzverwaltung der Rechtsprechung grundsätzlich an und stellte einheitliche Kriterien zu möglichen Aufteilungsmaßstäben auf.

## Vorweggenommene und nachträgliche Betriebsausgaben
Einen Sonderfall stellen Aufwendungen dar, die vor Betriebseröffnung bzw. nach Betriebsbeendigung anfallen. Damit diese Aufwendungen als Betriebsausgaben abziehbar sind, müssen sie in wirtschaftlichem Zusammenhang mit der betrieblichen Tätigkeit stehen.

### Vorweggenommene Betriebsausgaben
Vorweggenommene Betriebsausgaben sind Aufwendungen, die vor der eigentlichen Betriebseröffnung anfallen, sofern sie in wirtschaftlichem Zusammenhang mit der geplanten betrieblichen Tätigkeit stehen. Dafür muss ein hinreichend konkreter Zusammenhang der Ausgaben mit einer der Einkunftsarten gegeben sein. Dass der Steuerpflichtige ernsthaft die Absicht hat, künftig Gewinne zu erzielen (Gewinnerzielungsabsicht), muss anhand objektiver Merkmale glaubhaft gemacht werden. Für den Abzug der Aufwendungen als vorweggenommene Betriebsausgaben gelten die allgemeinen Gewinnermittlungsvorschriften, zum Beispiel die Regelungen zur Abschreibung.

### Nachträgliche Betriebsausgaben
Aufwendungen, die nach Betriebsbeendigung anfallen, können grundsätzlich nicht mehr als Betriebsausgaben behandelt werden. Von diesem Grundsatz hat die Rechtsprechung verschiedene Ausnahmen entwickelt, z. B. für nachträgliche Schuldzinsen, die aus Veräußerungs- und Verwertungserlösen nicht getilgt werden konnten.

## Nicht oder nur beschränkt abzugsfähige Betriebsausgaben
§ 4 Abs. 4a, 5, 5b und 6 EStG schränkt die Abzugsfähigkeit von Betriebsausgaben wie folgt ein:
- Abzug von betrieblichen Schuldzinsen, soweit sie durch Überentnahmen veranlasst sind (§ 4 Abs. 4a EStG)
- Aufwendungen für Geschenke an Personen, die nicht Arbeitnehmer des Steuerpflichtigen sind; hier gilt eine Freigrenze: sie sind abziehbar, wenn die Anschaffungskosten des Geschenks insgesamt 50 EUR je Empfänger nicht übersteigen (§ 4 Abs. 5 Nr. 1 EStG); liegen die Kosten darüber, ist gar kein Abzug möglich
- Aufwendungen für die Bewirtung von Personen aus geschäftlichem Anlass sind zu 70 % abzugsfähig – wenn sie nach der allgemeinen Verkehrsauffassung insgesamt als angemessen anzusehen sind (§ 4 Abs. 5 Nr. 2 EStG)
- Aufwendungen für Gästehäuser am Ort des Betriebs sind immer abzugsfähig. Liegen die Gästehäuser nicht am Ort des Betriebs, so sind die Aufwendungen nur abzugsfähig, soweit sie eigene Arbeitnehmer betreffen (§ 4 Abs. 5 Nr. 3 EStG)
- Aufwendungen für Jagdtourismus, Fischerei und Yachten (Segel-, Motorjachten) sind nur abzugsfähig, soweit sie als eigenständiger Gewerbebetrieb betrieben werden. Ausgeschlossen sind sie damit in anderen Gewerbebetrieben und in Fällen der Liebhaberei (§ 4 Abs. 5 Nr. 4 EStG)
- Mehraufwendungen für Verpflegung bei Geschäftsreisen sind unabhängig von den tatsächlichen Kosten mit den Pauschalen zu bewerten (§ 4  Abs. 5 Nr. 5 EStG)
  - bei Abwesenheit, Anreisetag: 14 €
  - bei Abwesenheit von 24h: 28 €
  - bei Abwesenheit, Abreisetag: 14 €
- Aufwendungen für Fahrten des Steuerpflichtigen zwischen seiner Wohnung und der Betriebsstätte (§ 4 Abs. 5 Nr. 6 EStG; bis 2006: § 4 Abs. 5a EStG)
- Mehraufwendungen für doppelte Haushaltsführung (§ 4 Abs. 5 Nr. 6a EStG)
- Aufwendungen für ein häusliches Arbeitszimmer (§ 4 Abs. 5 Nr. 6b EStG)
- Betriebsausgaben, die die Lebensführung berühren sind nicht abzugsfähig, „soweit sie nach allgemeiner Verkehrsauffassung als unangemessen anzusehen sind“. Bei der Prüfung der Angemessenheit sind alle Umstände des Einzelfalls zu berücksichtigen und insbesondere ist zu prüfen, inwieweit die Aufwendungen zweckmäßig, zur Verfolgung des mit der jeweiligen Maßnahme erstrebten Ziels erforderlich und durch wirtschaftlich vernünftige Gründe zu rechtfertigen sind. So kann z. B. die Unterhaltung eines Geschäftsflugzeugs und – in seltenen Fällen – auch der Unterhalt eines besonders aufwendigen Kraftfahrzeugs zu unangemessenen Aufwendungen (z. B. Maybach eines Kneipenbetreibers) führen. Vom Abzug ausgeschlossen sind grundsätzlich auch Aufwendungen für den Besuch von Nachtlokalen, sofern sie nicht zum Beispiel provisionsähnlich sind (§ 4 Abs. 5 Nr. 7 EStG). Sollten Aufwendungen unter § 4 Abs. 5 Nr. 7 EStG fallen, werden die Teile der Kosten als Betriebsausgaben zum Abzug zugelassen, die (deshalb „soweit“) angemessen sind.
- Bußgelder, Ordnungs- und Verwarnungsgelder, sofern verhängt von einem deutschen Gericht, einer deutschen Behörde oder einer EU-Behörde (§ 4 Abs. 5 Nr. 8 EStG)
- Hinterziehungszinsen auf betriebliche Steuern (§ 4 Abs. 5 Nr. 8a EStG)
- Bestimmte Ausgleichszahlungen (§§ 14, 17, 18 KStG) an Anteilseigner
- Bestechungs- und Schmiergelder, soweit straf- oder bußgeldbewehrt (§ 4 Abs. 5 Nr. 10 EStG)
- Gewerbesteuer und darauf entfallende Nebenleistungen (§ 4 Abs. 5b EStG)
- Aufwendungen zur Förderung staatspolitischer Zwecke i. S. § 10b Abs. 2 EStG (§ 4 Abs. 6 EStG)

## Nachweis der Betriebsausgaben
Der Steuerpflichtige muss nachweisen, welche Ausgaben betrieblich veranlasst sind. Lässt sich nicht zweifelsfrei feststellen, dass Betriebsausgaben vorliegen, kann das Finanzamt den steuerlichen Abzug versagen.
Das Finanzamt kann vom Steuerpflichtigen auch verlangen, dass er den Gläubiger oder Empfänger von Betriebsausgaben benennt. Kommt der Steuerpflichtige diesem Verlangen nicht nach, kann die Berücksichtigung der geltend gemachten Betriebsausgaben abgelehnt werden (§ 160 AO).

## Betriebsausgabenpauschalen
Nur einzelnen Berufsgruppen wird eine Betriebsausgabenpauschale zugestanden. Die entsprechenden Regelungen dazu finden sich nicht im Einkommensteuergesetz, sondern in den ESt-Hinweisen (H 143 zu § 18 EStG, ab 2005 H 18.2).
- Bei hauptberuflicher selbständiger schriftstellerischer oder journalistischer Tätigkeit können 30 % der Einnahmen pauschal ohne Beleg als Betriebsausgaben abgesetzt werden, maximal 2.455 €.
- Bei wissenschaftlicher, künstlerischer oder schriftstellerischer Nebentätigkeit, auch Vortrags- oder nebenberufliche Lehr- und Prüfungstätigkeit, können maximal 25 % der Einnahmen pauschal abgesetzt werden, maximal 614 €, und das auch nur, soweit keine Tätigkeit im Sinne des § 3 Nr. 26 EStG vorliegt.
- Tagespflegepersonen (Tagesmütter) können für jedes Kind, für das eine wöchentliche Betreuungszeit von mindestens 40 Stunden vereinbart ist, pro Monat 300 € als Betriebskosten abziehen. Bei geringerer vereinbarter wöchentlicher Betreuungszeit kann nur der entsprechende Anteil von 300 € abgezogen werden, d. h. 300 € × Wochenstunden/40.[12]